# 難覓龍屬
難覓龍屬（學名：Dyslocosaurus）是蜥腳下目恐龍的一屬，化石發現於北美洲，生存年代為侏羅紀晚期。學名的意思是「難以分類的蜥蜴」。
模式種是多爪難覓龍（D. polyonychius），化石是在博物館內被發現。由於化石發現處的資訊不多，所以只能粗略推測牠們的正確年代，原先估計牠是來自於上白堊紀，但現在認爲與大多數梁龍科恐龍一樣，是來自晚侏羅紀。難覓龍最初被認為是梁龍科動物，但現在被認為可能屬於叉龍科。